# Bounty (1960)
Pour les articles homonymes, voir Bounty.
Le Bounty est une reconstruction agrandie de 23-40 % du HMS Bounty original, voilier de la Royal Navy (1787). Construit à Lunenburg, en Nouvelle-Écosse en 1960, il a sombré au large de la côte de la Caroline du Nord pendant l'ouragan Sandy, le 29 octobre 2012.

## Construction

### Lancement
Le Bounty est commandé en 1961 par la MGM, pour les besoins de son film Les Révoltés du « Bounty », sorti en 1962.
Le Bounty est construit à Lunenburg telle qu'il l'aurait été au XVIIIe siècle, à partir de croquis présents dans les archives de l’Admiralty. Cependant, ses dimensions sont augmentées d'un tiers afin de s'adapter aux caméras de 70 mm alors utilisées. Alors que le navire aurait dû être brûlé à la fin du film, Marlon Brando menace de quitter le tournage, forçant la MGM à garder le navire à flot. Celui-ci est alors agréé pour 12 passagers en haute mer, et 150 à quai.

### Restaurations
Le temps aidant, le Bounty se dégrade au fil des ans, subissant ainsi plusieurs restaurations, la dernière datant d'octobre 2012.

## Naufrage
Le 29 octobre 2012, peu après sa sortie du chantier, le Bounty sombre au large de la Caroline du Nord, subissant les assauts de l'ouragan Sandy.
Quatorze des membres de l'équipage sont secourus par les garde-côtes. Le naufrage fait deux victimes : Claudene Christian (es), 42 ans, récupérée mais déclarée morte par la suite, et le capitaine du navire Robin Walbridge, 63 ans, disparu. Claudene Christian prétendait descendre de Fletcher Christian, un des mutins du Bounty.

## Galerie

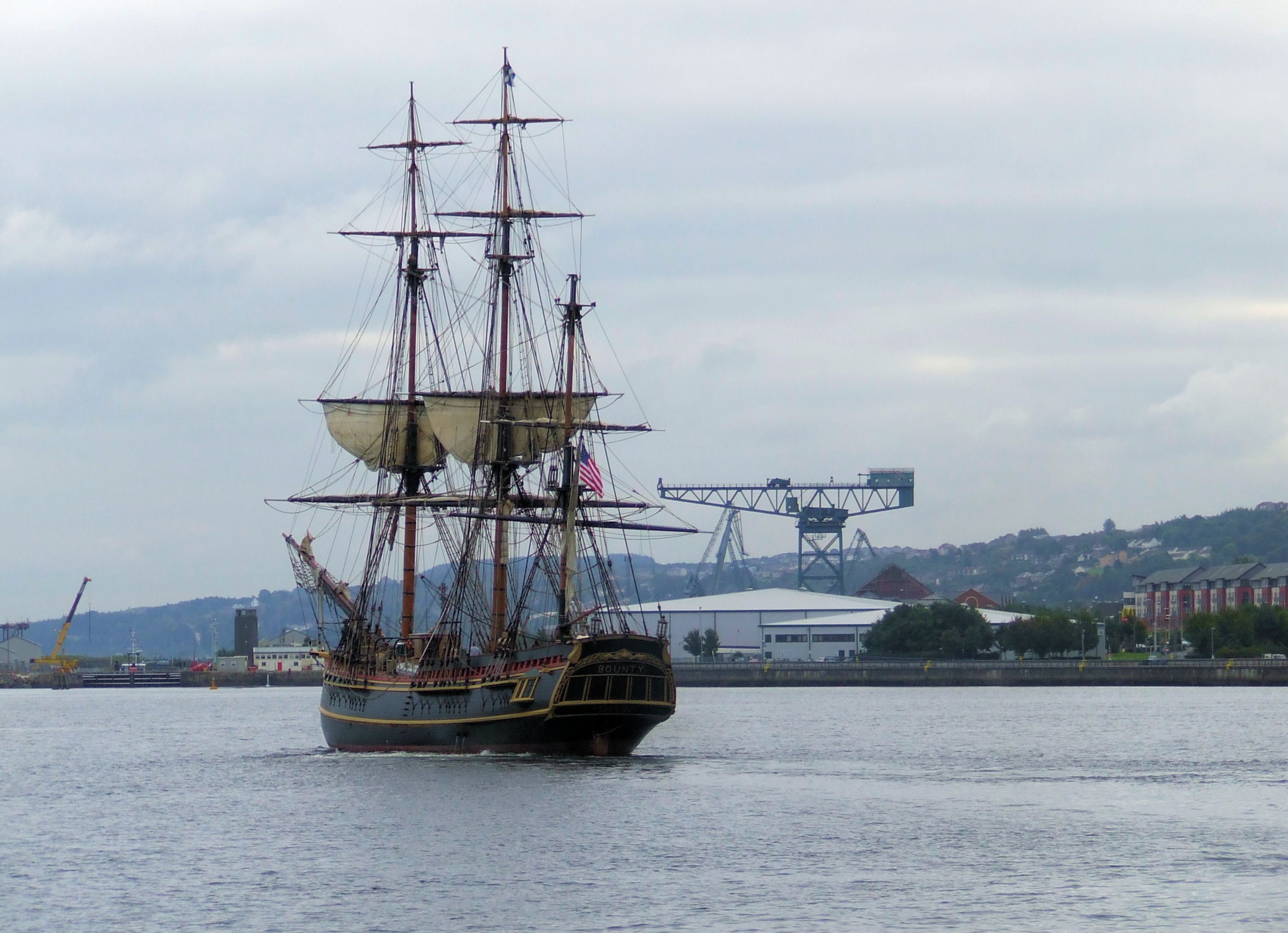
Le Bounty sur la Clyde vers Greenock
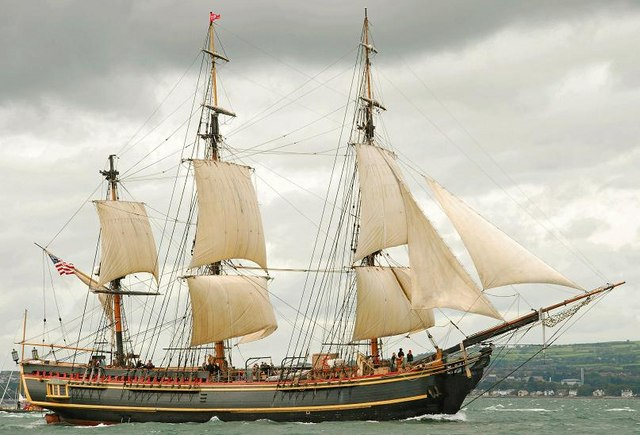
Le Bounty dans la Belfast Lough
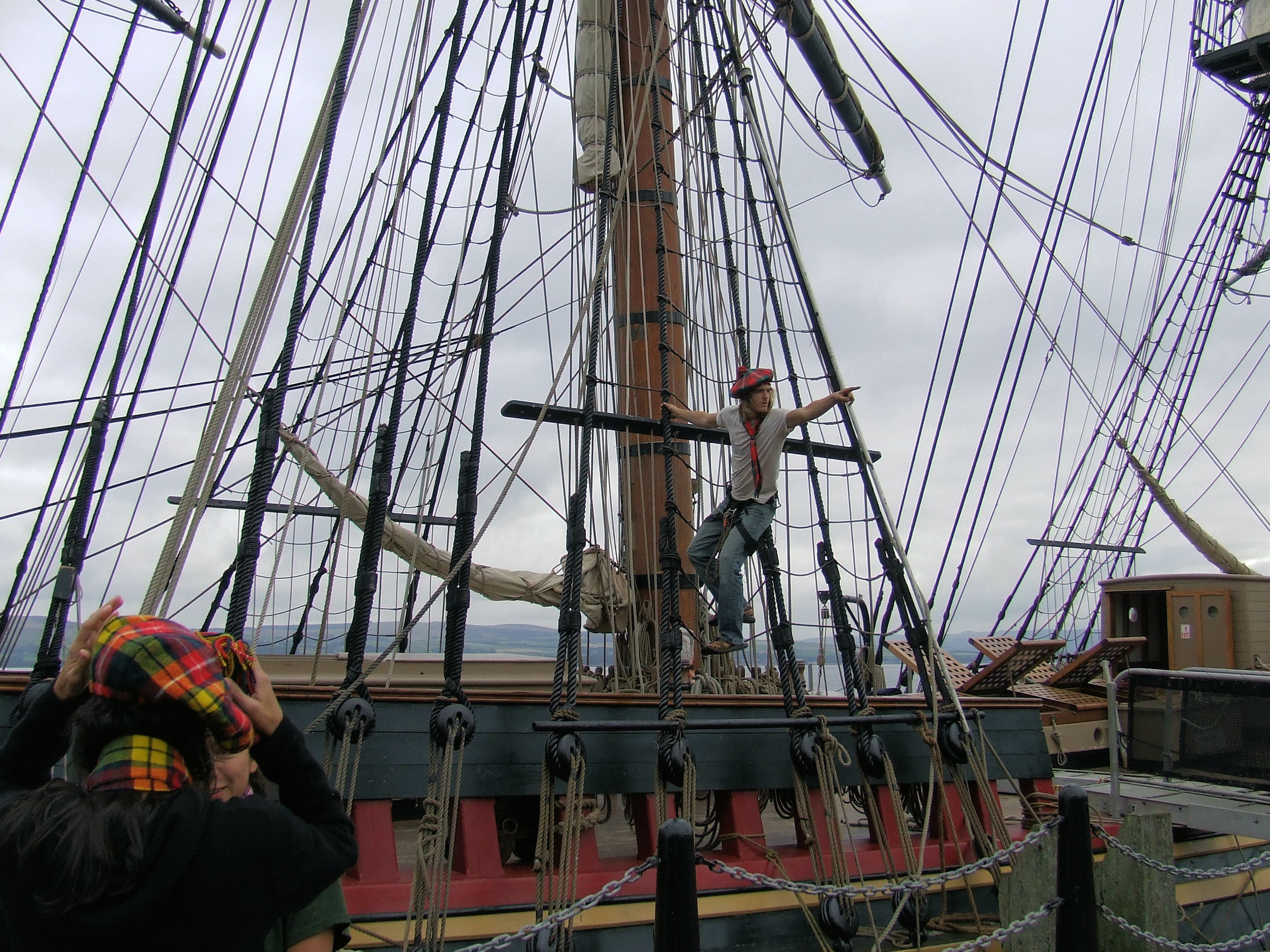
L'équipage du Bounty à Greenock (Écosse).
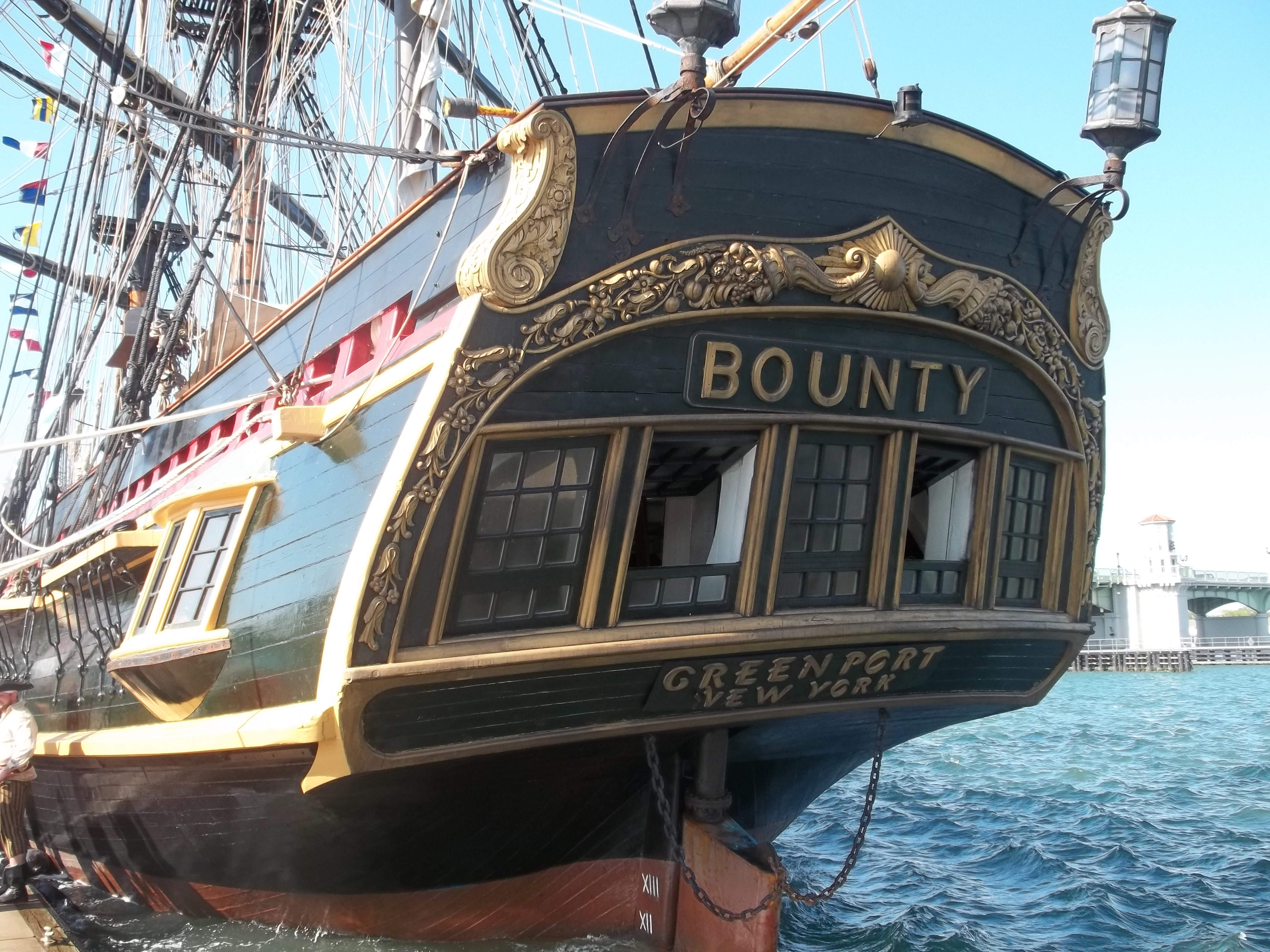
Le Bounty à Saint Augustine (Floride).
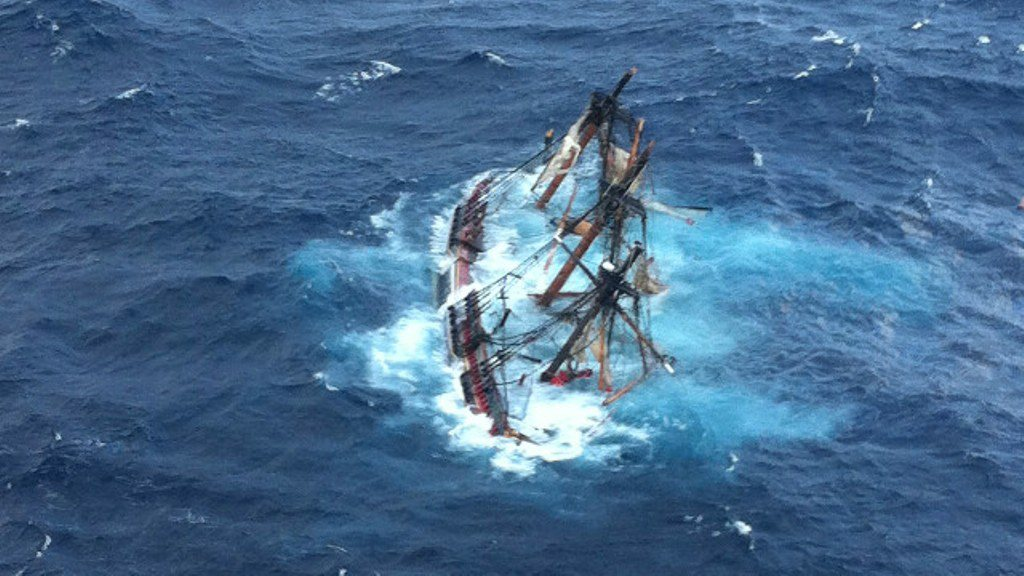
Le Bounty en train de couler